# 乐安王墓
乐安王墓位于中国江西省南昌市新建区望城镇花联村西约400米龙幡山，是明朝乐安昭定王朱奠垒的墓葬，2013年被列为第七批全国重点文物保护单位。
朱奠垒系宁献王朱权之孙，宁惠王朱盘烒庶第三子，生于宣德元年（1426年），景泰三年(1452年)封乐安王，弘治元年（1488年）因疾薨，享年六十二岁。乐安王墓室用青砖砌成无梁卷拱式地宫，由甬道、前室、后室构成，全长19.83米，墓室总面积约70余平方米。该墓1987年2月被盗，后经抢救性挖掘，出土了金饰品、铜器、玉器、瓷器、锡器及彩绘陶俑等文物。